# فرکیا
فرکیا (به عربی: فرکیا) یک روستا در سوریه است که در ناحیه احسم واقع شده‌است. فرکیا ۱٬۲۶۴ نفر جمعیت دارد.